# Georg Pachta-Reyhofen
Georg Pachta-Reyhofen (* 28. Juni 1955 in München) ist ein österreichischer Manager und ehemaliger Vorstandsvorsitzender der MAN SE.

## Leben
Er studierte Maschinenbau an der TU Wien und promovierte dort anschließend zum Doktor der technischen Wissenschaften. Sein Fachgebiet waren die Gebiete Gemischbildung und Abgasemissionen von Verbrennungsmotoren.

## Wirken
Pachta-Reyhofen startete 1986 seine Karriere als Ingenieur bei der österreichischen ÖAF Gräf und Stift AG in Wien (heute Rheinmetall MAN Military Vehicles Österreich GesmbH). 1996 wechselte er als Technischer Direktor zu MAN A.S. Ab 1999 leitete Pachta-Reyhofen die Motorenentwicklung der MAN Nutzfahrzeuge im Werk Nürnberg, 2001 wurde er zum Vorstand für Forschung und Entwicklung ernannt. Seit 2006 ist er Vorstandsvorsitzender von MAN Diesel und im Vorstand der Muttergesellschaft MAN SE. Am 17. Dezember 2009 wurde er vom Aufsichtsrat zum Sprecher des Vorstands der MAN SE berufen. Im September 2015 trat Reyhofen von seinem Posten bei MAN zurück. Sein Nachfolger wurde ab dem 1. Oktober Joachim Drees, Leiter der Lastwagensparte.

## Auszeichnungen
- 2014: Bayerischer Verdienstorden